# HK Olimpija 1998/99
Sezona 1998/99 HK Olimpija, ki je osvojila naslov prvaka v slovenski ligi in četrto mesto v alpski ligi.

## Postava
- Trener:  Bud Stefanski

| Vratarji | Vratarji           | Vratarji        | Vratarji    | Vratarji | Vratarji                 | Vratarji                   |
| -------- | ------------------ | --------------- | ----------- | -------- | ------------------------ | -------------------------- |
| #        | Nar                | Igralec         | Boljša roka | Sez.     | Starost (rojstni dan)    | Kraj rojstva               |
|          | Slovenija          | Klemen Mohorič  | leva        | 2        | 23 let (25. maj 1975)    | Kranj, Slovenija           |
|          | Slovenija          | Martin Novak    | leva        | 13       | 28 let (27. januar 1970) | Ljubljana, Slovenija       |
|          | Kanada · Slovenija | Stanley Reddick |             | 4        | 29 let (12. julij 1969)  | Etobicoke, Ontario, Kanada |

| Branilci | Branilci                | Branilci          | Branilci    | Branilci | Branilci                    | Branilci                     |
| -------- | ----------------------- | ----------------- | ----------- | -------- | --------------------------- | ---------------------------- |
| #        | Nar                     | Igralec           | Boljša roka | Sez.     | Starost (rojstni dan)       | Kraj rojstva                 |
|          | Slovenija               | Igor Beribak (C)  |             | 12       | 34 let (18. maj 1964)       | Ljubljana, Slovenija         |
|          | Slovenija               | Robert Ciglenečki | leva        | 4        | 24 let (17. julij 1974)     | Ljubljana, Slovenija         |
|          | Združene države Amerike | Chris Imes        | leva        | 2        | 26 let (27. avgust 1972)    | Birchdale, Minnesota, ZDA    |
|          | Slovenija               | Peter Mihelič     |             | 4        | 19 let (5. avgust 1979)     | Ljubljana, Slovenija         |
|          | Slovenija               | Miha Rebolj       | leva        | 1        | 20 let (22. september 1977) | Jesenice, Slovenija          |
|          | Združene države Amerike | Chris Tok         | leva        | 1        | 25 let (19. marec 1973)     | Grand Rapids, Minnesota, ZDA |
|          | Slovenija               | Bojan Zajc        | desna       | 9        | 32 let (7. november 1965)   | Ljubljana, Slovenija         |

| Napadalci | Napadalci          | Napadalci             | Napadalci | Napadalci   | Napadalci | Napadalci                   | Napadalci                     |
| --------- | ------------------ | --------------------- | --------- | ----------- | --------- | --------------------------- | ----------------------------- |
| #         | Nar                | Igralec               | Položaj   | Boljša roka | Sez.      | Starost (rojstni dan)       | Kraj rojstva                  |
|           | Slovenija          | Jaka Avgustinčič      | F         | leva        | 5         | 21 let (27. oktober 1976)   | Ljubljana, Slovenija          |
|           | Kanada             | Jeff Bes              | C         | leva        | 1         | 25 let (31. julij 1973)     | Tillsonburg, Ontario, Kanada  |
|           | Kanada             | Kimbi Daniels         | F         | desna       | 1         | 25 let (19. januar 1973)    | Brandon, Saskatchewan, Kanada |
|           | Slovenija          | Blaž Emeršič          | F         | leva        | 2         | 17 let (10. oktober 1980)   | Ljubljana, Slovenija          |
|           | Kanada             | Yves Heroux           | RW        | desna       | 1         | 33 let (27. april 1965)     | Terrebonne, Quebec, Kanada    |
|           | Slovenija          | Uroš Jakopič          | C         |             | 2         | 21 let (12. september 1977) | Ljubljana, Slovenija          |
|           | Slovenija          | Ivo Jan               | C         | Desna       | 5         | 23 let (3. april 1975)      | Jesenice, Slovenija           |
|           | Kanada             | Trevor Jobe           | C         | leva        | 1         | 31 let (14. maj 1967)       | Brandon, Manitoba, Kanada     |
|           | Kanada · Slovenija | Ed Kastelic           | RW        | desna       | 3         | 34 let (29. januar 1964)    | Toronto, Ontario, Kanada      |
|           | Slovenija          | Dejan Kontrec         | LW        | leva        | 12        | 28 let (23. januar 1970)    | Ljubljana, Slovenija          |
|           | Slovenija          | Mare Kumar            | F         |             | 4         | 21 let (7. marec 1975)      | Ljubljana, Slovenija          |
|           | Kanada             | Lonnie Loach          | LW        | leva        | 1         | 30 let (14. april 1968)     | New Liskeard, Ontario, Kanada |
|           | Kanada             | Jean-François Quintin | LW        | leva        | 1         | 29 let (28. maj 1969)       | St. Jean, Quebec, Kanada      |
|           | Rusija · Slovenija | Ildar Rahmatuljin     | RW        | leva        | 1         | 37 let (9. januar 1961)     | Kazan, Rusija                 |
|           | Kanada             | Mike Tomlak           | C         | leva        | 1         | 32 let (17. oktober 1965)   | Thunder Bay, Ontario, Kanada  |
|           | Slovenija          | Jure Vnuk             | LW        | leva        | 9         | 25 let (18. junij 1973)     | Ljubljana, Slovenija          |
|           | Slovenija          | Luka Žagar            | LW        | leva        | 5         | 20 let (25. junij 1978)     | Ljubljana, Slovenija          |

## Tekmovanja

### Slovenska liga
Uvrstitev: 1. mesto

#### Finale
Igralo se je na tri zmage po sistemu 1-1-1-1-1.
|  | HK Olimpija | 5:1 | HK Slavija | Hala Tivoli, Ljubljana |

| Poročilo tekme | Poročilo tekme | Poročilo tekme | Poročilo tekme | Poročilo tekme |
| -------------- | -------------- | -------------- | -------------- | -------------- |
|                |                |                |                |                |

|  | HK Slavija | 2:7 | HK Olimpija | Dvorana Zalog, Ljubljana |

| Poročilo tekme | Poročilo tekme | Poročilo tekme | Poročilo tekme | Poročilo tekme |
| -------------- | -------------- | -------------- | -------------- | -------------- |
|                |                |                |                |                |

|  | HK Olimpija | 7:2 | HK Slavija | Hala Tivoli, Ljubljana |

| Poročilo tekme | Poročilo tekme | Poročilo tekme | Poročilo tekme | Poročilo tekme |
| -------------- | -------------- | -------------- | -------------- | -------------- |
|                |                |                |                |                |

### Alpska liga
Uvrstitev: 7. mesto

#### Redni del
| Poz | Klub                 | OT | Z (ZP) | P (PP) | PG  | DG  | TOČ |
| --- | -------------------- | -- | ------ | ------ | --- | --- | --- |
| 1   | EC VSV               | 30 | 27 (0) | 3 (0)  | 197 | 71  | 57  |
| 2   | EC KAC               | 30 | 24 (1) | 6 (0)  | 169 | 82  | 48  |
| 3   | Wiener EV            | 30 | 22 (1) | 8 (2)  | 164 | 89  | 46  |
| 4   | VEU Feldkirch        | 30 | 23 (1) | 7 (0)  | 154 | 80  | 46  |
| 5   | HC Bolzano           | 30 | 19 (0) | 11 (1) | 166 | 113 | 39  |
| 6   | WSV Sterzing Broncos | 30 | 18 (3) | 12 (1) | 132 | 131 | 37  |
| 7   | Olimpija Ljubljana   | 30 | 16 (2) | 14 (2) | 158 | 115 | 34  |
| 8   | HC Meran             | 30 | 16 (0) | 14 (2) | 150 | 129 | 34  |
| 9   | Asiago Hockey        | 30 | 16 (1) | 14 (1) | 133 | 136 | 33  |
| 10  | SG Cortina           | 30 | 14 (1) | 16 (2) | 119 | 136 | 30  |
| 11  | HK Jesenice          | 30 | 13 (4) | 17 (1) | 89  | 109 | 27  |
| 12  | HC Alleghe           | 30 | 8 (2)  | 22 (3) | 106 | 161 | 19  |
| 13  | SHC Fassa            | 30 | 8 (3)  | 22 (2) | 96  | 144 | 18  |
| 14  | SG Bruneck           | 30 | 7 (2)  | 23 (3) | 91  | 181 | 17  |
| 15  | HK Bled              | 30 | 5 (1)  | 25 (0) | 55  | 189 | 10  |
| 16  | HC Courmaosta        | 30 | 4 (0)  | 26 (2) | 95  | 208 | 10  |

#### Končnica

##### Skupina B
| Poz | Klub               | OT | Z (ZP) | P (PP) | PG | DG | TOČ |
| --- | ------------------ | -- | ------ | ------ | -- | -- | --- |
| 1   | VEU Feldkirch      | 3  | 2 (0)  | 1 (1)  | 12 | 8  | 5   |
| 2   | EC KAC             | 3  | 2 (0)  | 1 (0)  | 10 | 4  | 4   |
| 3   | Wiener EV          | 3  | 1 (0)  | 2 (0)  | 6  | 12 | 2   |
| 4   | Olimpija Ljubljana | 3  | 1 (1)  | 2 (0)  | 7  | 11 | 2   |